# PlanetQuest
PlanetQuest – projekt w fazie zamkniętych testów α; ma na celu poszukiwanie planet pozasłonecznych na podstawie obserwacji z obserwatoriów optycznych.